# Micropsectra globulifera
Micropsectra globulifera е насекомо от разред Двукрили (Diptera), семейство Хирономидни (Chironomidae). Видът е ендемичен в Белгия.